# Ом мани падме хум
Ом мани падме хум (в тибетските приемствености още Ом мани пеме хунг , санскрит: ओं मणिपद्मे हूं) е будистка мантра, свързана най-вече с четириръката форма на Авалокитешвара (Любящите очи, тибетски: Ченрезиг, кит.: Гуан Ин, яп. Каннон). Мани означава „скъпоценност“ или „зърно“, Падма означава „лотосово цвете“, което е свещено цвете за будистите. В терма традициите семенната сричка хри се добавя в края на мантрата, правейки седем срички.
Тази мантра е особено почитана от школата Гелуг, към която принадлежи Далай Лама, считан за инкарнация на Ченрезиг или Авалокитешвара.
Тази мантра често може да се види гравирана върху скалите в Тибет и района на Хималаите, или изписвана върху хартия, а също и на молитвените колела, тъй като се смята, че по този начин благословията на мантрата се разпространява.

## Ползите от мантрата
Казано е:
- Рецитирането на ом мани падме хум сто или хиляда пъти е равно на ползата от рицитирането на целия Канджур.
- Рецитирането на ом мани падме хум десет хиляди пъти затваря вратата към прераждането в по-низшите сфери на прераждане.
- Рецитирането на ом мани падме хум един милион пъти човек достига необратимо ниво на бодхисатва.
- Рецитирането на ом мани падме хум десет милиона пъти човек става съвършен буда.

Всяка от нейните срички разтваря по едно смущаващо чувство:
- ОМ – трансформира гордостта и егоизма
- МА – ревността и завистта
- НИ – привързаността и егоистичните желания
- ПЕ – невежеството и объркването
- МЕ – алчността и скъперничеството
- ХУНГ – омразата и гнева

От втория Кармапа Карма Пакши произлиза традицията за груповото пеене и рецитиране на мантрата, особено почитана също и от последователите на Далай Лама.

## Значение
Средната част на мантрата манипадме често е интерпретирана като „скъпоценност в лотоса“, санскрит мани „скъпоценност, скъпоценен камък, чинтамани“ местния падеж падма „лотос“, но според Доналд Лопес манипадме е много по-вероятно да е всъщност в звателен, а не в местен падеж, отнасяйки се до бодхисатва, наречен манипадма, „Скъпоценният лотос“ – алтернативен епитет на бодхисатва Авалокитешвара.
Лопес също така отбелязва, че повечето тибетски будистки текстове считат превода на мантрата за второстепенен, като вместо това те концентрират вниманието си върху съответствието на шестте срички на мантрата с различните други групирания на шест в будистката традиция. Например в Ченрезиг садхана Цангсар Тулку Ринпоче разширява значението на мантрата, взимайки нейните шест срички, за да обясни пречистващото ѝ въздействие в шестте по-ниски съзнателни сфери на съществуване:
| Сричка | Парамита      | Пречиства                     | Самсара сфера         | Цветове | Божествен символ                   | (Желаят) да се преродят в                  |
| ------ | ------------- | ----------------------------- | --------------------- | ------- | ---------------------------------- | ------------------------------------------ |
| Ом     | Щедрост       | Гордост / Его                 | Деви                  | Бял     | Мъдрост                            | Съвършената сфера на Потала                |
| Ма     | Морал         | Завист /Страст за развлечение | Асури                 | Зелен   | Състрадание                        | Съвършената сфера на Потала                |
| Ни     | Търпение      | Страст / желание              | Хора                  | Жълт    | Тяло, реч, ум качество и активност | Девачен                                    |
| Пад    | Трудолюбие    | невежество / предразсъдък     | Животни               | Син     | Спокойствие                        | присъствие на защитник (Ченрезиг)          |
| Ме     | Себеотрицание | Нищета / притежание           | Прети (гладни духове) | Червен  | Блаженство                         | Съвършената сфера на Потала                |
| Хум    | Мъдрост       | Агресия / омраза              | Нарака                | Черен   | Качество на Състрадание            | присъствието на Лотусовия трон на Ченрезиг |

### 14-ият Далай Лама
"Много е добре да се рецитира мантрата Ом Мани Падме Хум, но докато го правите трябва да мислите за нейния смисъл, за смисъла на шестте срички, който е велик и всеобхватен… Първата сричка, Ом […] символизира нечистите тяло, реч и ум на практикуващия, но също символизира и чистите тяло, реч и ум на Буда[…]"
"Пътят е посочен от следващите четири срички. Мани означава скъпоценен камък, символизиращ причините на метода: алтруистичното намерение да станеш просветлен, състрадание и любов[…]"
"Двете срички падме, означаващи лотос символизират мъдростта[…]"
"Чистотата трябва да бъде постигната чрез неразделимо единство на метод и мъдрост, символизирана от последната сричка хум, която означава неразделимост[…]"
"И така шестте срички ом мани падме хум означават, че в зависимост от практиката на пътя, който е неделимо единство на метод и мъдрост, вие можете да трансформирате вашите нечисти тяло, реч и ум в чистите тяло, реч и ум на Буда[…]"

### Дилго Кхиенце Ринпоче
"Мантрата Ом Мани Пеме Хум е лесна за произнасяне, но тя е твърде мощна, защото съдържа същността на всички учения. Когато произнасяте първата сричка Ом тя е благословена да ви помогне да постигнете съвършенство в практикуването на щедрост, Ма помага да усъвършенствате практиката на чиста етика, и Ни помага да се постигне съвършенство в практиката толерантност и търпение. Пе, четвъртата сричка помага да се постигне съвършено постоянство, Ме помага да се постигне съвършенство в практиката на концентрацията и накрая последната шеста сричка Хунг помага да се постигне съвършенство в практиката на мъдростта.
„По този начин рецитирането на тази мантра ни помага да постигнем съвършенство в шестте практики от щедрост към мъдрост. Пътят на шестте съвършенства е път, извървян от всички буди на трите времена. Какво тогава би било по-смислено от това да се каже мантрата на глас и да се постигнат шестте съвършенства?“